# 宝形造
宝形造（ほうぎょうづくり）は、建築物の屋根形式のひとつで、正方形の平面で寄棟を造ろうとした場合には、大棟ができず、4枚の屋根がすべて三角形になる。このような造りを特に方形造、宝形造（ほうぎょうづくり）という。これが、六角形であれば「六注」、八角形であれば「八注」という。

## 宝形造の例

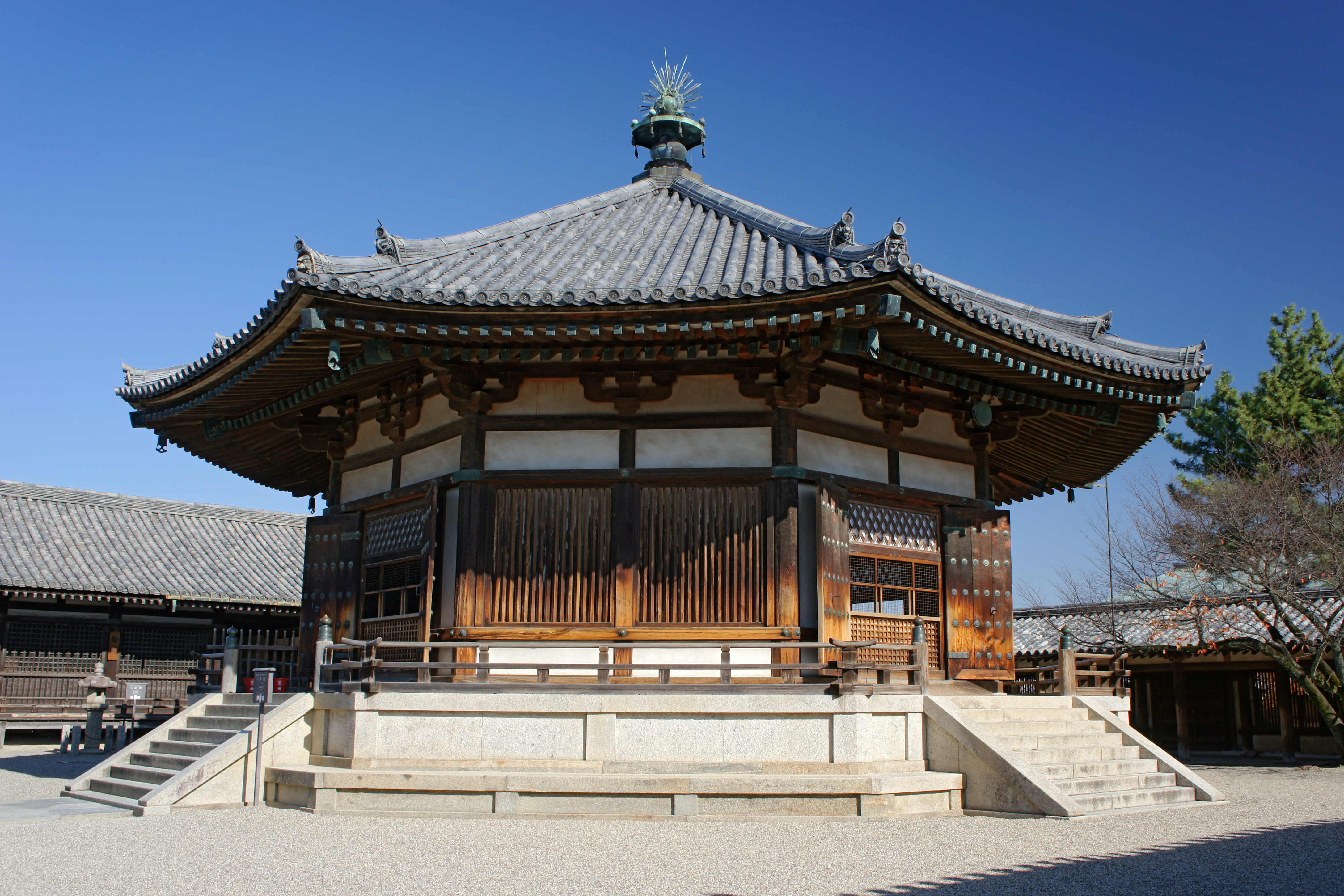
八注の例（法隆寺夢殿・奈良県斑鳩町）